# Апатія
Апа́тія, байду́жість (дав.-гр. ἀ- «без» + πάθος «пристрасть, хвилювання, збудження») — це відсутність почуттів, емоцій, інтересу чи стурбованості щодо чого-небудь. Цей стан байдужості або придушення таких емоцій, як турбота, ажитація, мотивація або пристрасть. В апатичної людини відсутня цікавість або занепокоєння щодо емоційного, соціального, духовного, філософського, віртуального або фізичного життя і світу.
В апатичних людей може бути відсутнім почуття мети, цінності або сенсу життя. Вони також можуть проявляти нечутливість або млявість. У позитивної психології апатія описується як результат того, що людина відчуває, що не орудує достатнім рівнем майстерності, щоби протистояти виклику (себто «потоку»). Вона також може бути результатом того, що людина не сприймає ніякого виклику взагалі (наприклад, виклик не має для нього значення, або, навпаки, завчена безпорадність). Апатія — це те, з чим так чи інакше стикаються всі люди, це природна реакція на розчарування, зневіру і стрес. Як відповідна реакція, апатія — це спосіб забути про ці негативні почуття. Цей тип звичайної апатії зазвичай відчувається тільки в короткостроковій перспективі, але іноді вона стає довгостроковим або навіть довічним станом, часто призводить до глибших соціальних і психологічних проблем.
Апатію треба відрізняти від зменшення прояву афекту, який належить до зниженого емоційного вираження, але не обов'язково до зниження емоцій.
Сьогодні відомо, що патологічна апатія, що характеризується крайніми формами байдужості, виникає при багатьох різних захворюваннях мозку, включаючи нейродегенеративні стани, часто пов'язані з деменцією, такі як хвороба Альцгеймера, і психічні розлади, такі як шизофренія. Хоча багато пацієнтів з патологічною апатією також мають депресію, низка досліджень показала, що ці два синдроми можна розділити: апатія може виникати незалежно від депресії й навпаки.

## Етимологія
Хоча слово апатія було вперше вжито 1594 року і походить від грецького ἀπάθεια (апатея), від ἀπάθης («без почуттів» від a- («без, не») і патос («страждання» або «пристрасть»)), важливо не плутати ці два терміни. Термін «апатея» стоїки вживали для позначення бажаного (безтурботного) відношення до подій і речей, які знаходяться поза контролем людини (тобто, згідно з їх філософією, всіх речей зовнішніх, в той час як людина відповідальна тільки за свої власні уявлення і судження). На відміну від апатії, апатея вважається чеснотою, особливо в православному чернецтві. У Філокалії, наприклад, вживають слово «апатея», щоб не плутати її з апатією.

### Термінологія
У «Російсько-українському медичному словнику» 1920 року професора Корчак-Чепурківського максимально повно подавалася питома народна українська лексика або, у разі відсутності потрібних українських слів, терміни творилися із морфем української мови, максимально уникаючи запозичень. Але в 1930-ті роки з'явилися спеціальні бюлетені, у яких були надруковані цілі низки українських медичних термінів, що підпадали під заборону. Серед інших, з ужитку був вилучений і термін «байдужість»[неякісне джерело], який здавна вживали для означення апатії. Стилістично збагачена вже на той час українська медична національна лексика була повністю знекровлена й майже зникла з фахового спілкування.[джерело?]